# Bjarne Stroustrup
Bjarne Stroustrup (Aarhus, 30. prosinca 1950.) je danski računalni znastvenik i tvorac C++ programskog jezika.

## Vanjske poveznice
- Bjarne Stroustrup's Homepage (na engleskom jeziku)
- Bjarne Stroustrup - intervjui